# Cheilolejeunea savatieriana
Cheilolejeunea savatieriana là một loài Rêu trong họ Lejeuneaceae. Loài này được (Besch. & C. Massal.) J.J. Engel mô tả khoa học đầu tiên năm 1976.